# Nick Jonas & the Administration
Nick Jonas & The Administration (в превод: Ник Джонас и Администрацията) е група, сформирана през 2009 г. като страничен проект на Ник Джонас от Jonas Brothers. Изпълнителите включват Ник Джонас като пианист, певец, барабанист, китарист и писател на песни, басиста Джон Фийлдс, барабаниста Майкъл Бланд, китариста Дейвид Раян Харис и Томи Барбарела, който се занимава с клавирните инструменти. Съни Томпсън идва на мястото на Дейвид Харис по време на турнето през 2010 г. Името на групата идва от интереса на Ник към президентския пост.

## История

### Сформиране на групата
„Имах пет или шест написани песни, които ми бяха на сърцето, неща, които просто се изливаха от мен с ново и вълнуващо звучене.“ казва Ник Джонас, „Не бяха точно подходящи за Jonas Brothers, но реших, че ще са идеални за нещо друго.“
Създаването на групата е обявено чрез страницата на Jonas Brothers в MySpace на 28 октомври. В публикацията се твърди, че това е само страничен проект и не е краят на Jonas Brothers. Ник казва, че оформя групата по модел на Брус Спрингстийн.
Трима от членовете на The Administration, Майкъл Бланд, Томи Барбарела и Съни Томпсън, са бивши членове на групата New Power Generation.

### 2009 – 2010:Who I Am
Първият сингъл от албума, „Who I Am“, е пуснат на 3 декември 2009 и е последван от видеоклипът. Групата прави дебюта си в изпълненията на живо със същата песен на концерта при представянето на номинациите Грами на 2 декември по CBS. Ник записва албума за 8 дни заедно с продуцента Джон Фийлдс, който освен това свири на бас. В него има 9 нови песни и един кавър на песента на Jonas Brothers „Tonight“. По начало Джонас пише песента World War III за The Administration, но вместо това тя е включена в албума на Jonas Brothers Lines, Vines and Trying Times. Ник твърди, че пише песен с името „Oval Office“, но след като чува записа решава, че не звучи добре.
„Rose Garden“ e първата песен написана за Who I Am и за нея се твърди, че е вдъхновена от раздяла. Откъси на няколко други песни, „Olive & An Arrow“, „Last Time Around“, „State of Emergency“, „Stronger (Back To The Ground)“ и „Vespers Goodbye“, са пуснати преди официалното излизане на албума. Самото пускане е на 2 февруари 2010. Албумът достига трето място в класацията Billboard 200 с над 80 000 продадени копия. Сингълът „Who I Am“ е включен в Radio Disney Jams, Vol.12, който излиза на 30 март 2010, заедно с песни на други изпълнители. До май 2010 албумът има продадени над 151 000 копия.
През януари 2010 Nick Jonas & The Administration започват първото си турне в подкрепа на дебютния си албум. Освен гостувания, това е първото турне на Ник без братята му, Кевин и Джо. Двамата се появяват на няколко дати, а по-малкия им брат, Франки Джонас участва на последния ден от турнето, но Даян Бърч остава основния подкрепящ изпълнител за цялото турне. По време на концертите групата изпълнява и няколко нови песни, като „Stay“ (която Ник пише по време на турнето и аз изпълнява след 6 януари), „I Do“ (изпълнена само на последния ден), „While The World is Spinning“ и „A Lot of Love to Spill“. В края на турнето снимат клиповете на „Stay“ и „Rose Garden“. Турнето започва на 2 януари в Далас, Тексас и завършва на 30 януари в Бъркли, Калифорния.
На 2 март 2010 групата издава „Stay“ като дигитален сингъл.

### 2010-до днес: Jonas Brothers Live In Concert
Покрай страничния проект на Ник, братята от Jonas Brothers обявяват, че плануват следващото си световно турне през 2010.
От 7 август 2010 Ник изпълнява песента „Who I Am“ на северноамериканския етап от турнето без останалите членове на The Administration, като по време на изпълненията си често спира и изнася реч. На различни дати изпълнява и други песни от дебютния албум на страничния си проект. Отначало се твърди, че Nick Jonas & The Administration ще открива концертите за братята в Южна Америка, но по-късно това е отречено.
На 18 октомври групата се появява 5 пъти в списъка с кандидати за наградите Грами.

## Who I Am ден
Идеята за основаването на такъв ден е на чилийския фен клуб на Ник Джонас. Чества се на 16 ноември, денят, в който започва всичко за Ник. Това е денят, в който той планира да издаде песента „Who I Am“ през 2009, а през 2005 – денят, в който е диагностициран с диабет. Датата се отбелязва като празнуващия пише „Who I Am“ на пръста си.

## Членове
Настоящи членове на групата
- Ник Джонас – вокали, китара, пиано и барабани (2009 –)
- Джон Фийлдс – басист (2009 –)
- Майкъл Бланд – барабани, беквокали (2009 –)
- Томи Барбарела – клавирни инструменти (2009 –)
- Съни Томпсън – китара, беквокали (2009 –)

Бивши членове
- Дейвид Раян Харис – китара, беквокали (2009)

## Дискография

### Студийни албуми
| Година | Детайли                                                                                                  | Най-високи позииции | Най-високи позииции | Най-високи позииции | Най-високи позииции | Най-високи позииции | Най-високи позииции | Най-високи позииции | Най-високи позииции | Най-високи позииции | Сертификат                                  |
| Година | Детайли                                                                                                  | САЩ                 | Мексико             | Канада              | Холандия            | Гърция              | Австралия           | ОК                  | Испания             | Белгия              | Сертификат                                  |
| ------ | --- | ------------------- | ------------------- | ------------------- | ------------------- | ------------------- | ------------------- | ------------------- | ------------------- | ------------------- | ------------------------------------------- |
| 2010   | Who I Am - Дата на излизане: 2 февруари 2010 - Формати: CD, CD+DVD, digital download - Лейбъл: Hollywood | 3                   | 1                   | 4                   | 27                  | 4                   | 46                  | 50                  | 4                   | 17                  | - Продажби в САЩ: 151 000 - Мексико: Златен |

### Сингли
| 2009                                              | „Who I Am“ | 73 | 48 | 10 | Who I Am            |
| 2010                                              | „Stay“     | —  | —  | —  | Извън албумна песен |
| „—“ показва, че песента не е участвала в класации |            |    |    |    |                     |

### Видео клипове
| Година | Песен         | Режисьор    |
| ------ | ------------- | ----------- |
| 2009   | „Who I Am“    | Тим Уийлър  |
| 2010   | „Rose Garden“ | Live Nation |
| 2010   | „Stay“        | Live Nation |

### Други изяви
| Година | Песен      | Албум                      |
| ------ | ---------- | -------------------------- |
| 2010   | „Who I Am“ | Radio Disney Jams, Vol. 12 |
| 2010   | „Who I Am“ | Disney Sing It: Party Hits |

## Турнета
- Who I Am Tour (2010)

## Награди и номинации
Teen Choice Awards е ежегодно предаване за раздаване на награди, основано от Fox Broadcasting Company през 1999. Nick Jonas & The Administration имат две номинации.
| Година | Церемония/предаване | Награда                                           | Номиниран проект                | Резултат  |
| ------ | ------------------- | ------------------------------------------------- | ------------------------------- | --------- |
| 2010   | Teen Choice Awards  | Choice Music: Love Song (Любовна песен)           | „Stay“                          | Номиниран |
| 2010   | Teen Choice Awards  | Choice Brakout Artist: Male (Нов изпълнител: Мъж) | Nick Jonas & The Administration | Номиниран |